# Гестаційний цукровий діабет
Цукровий діабет вагітних (гестаційний цукровий діабет) — стан у вагітних, що характеризується розвитком гіперглікемії, що зазвичай спонтанно зникає після пологів.
Гестаційний цукровий діабет в анамнезі багатьма фахівцями розглядається як «тривожний дзвіночок» щодо схильності жінки до цукрового діабету 2-го типу або навіть як стан явного переддіабету, навіть якщо після пологів параметри вуглеводного обміну у жінки повернулися до норми та жодних ознак патології виявити не вдається. Таким чином, попри те, що ознаки цукрового діабету у вагітних самостійно зникають після пологів, у матері в майбутньому істотно підвищений ризик розвитку цукрового діабету 2-го типу.
Іноді гормональні зрушення в організмі вагітної, можуть сприяти розвитку істинного цукрового діабету. Як правило, це цукровий діабет 2-го типу, в той час як розвиток цукрового діабету 1 типу зустрічається значно рідше.

## Класифікація
Згідно з рекомендаціями ВООЗ, розрізняють такі типи цукрового діабету у вагітних:
1. Цукровий діабет 1 типу, виявлений до вагітності.
2. Цукровий діабет 2 типу, виявлений до вагітності.
3. Цукровий діабет вагітних — під цим терміном об'єднують будь-які порушення толерантності до глюкози, що виникли під час вагітності[1].